# Mammisi

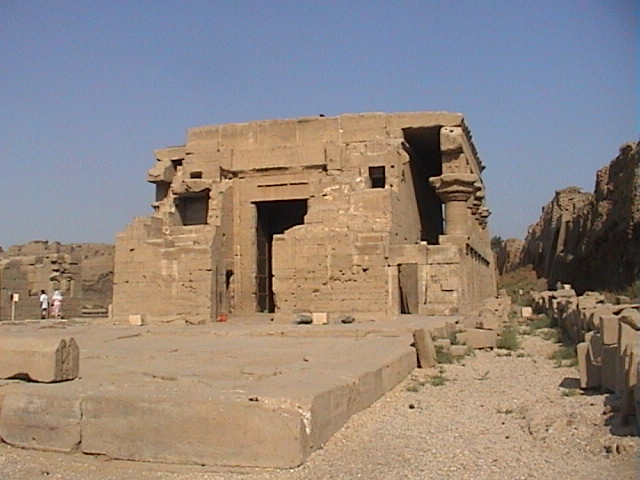
Mammisi de Dendera.

Mammisi ou Mamisi é o termo que designa uma pequena capela situada ao lado de um templo maior, no Egito Antigo, e que estava associada ao nascimento de determinada divindade. O termo, no entanto, não era usado na Antiguidade; vem do copta, e seu uso é creditado a Jean-François Champollion. Os exemplos mais importantes ainda existentes datam dos períodos ptolemaico e romano do Egito.